# اکتیس (کالیفرنیا)
اکتیس، کالیفرنیا (به انگلیسی: Actis, California) یک محدوده ثبت‌نشده در ایالات متحده آمریکا است که در شهرستان کرن، ایالت کالیفرنیا است.

## خصوصیات
اکتیس ۷۸۱ متر بالاتر از سطح دریا واقع شده‌است.